# 楊四畏
楊四畏（1530年—1603年），字敬甫，別號知庵，原籍安徽桐城。
其高祖調遼東，世居遼陽。明嘉靖三十二年（1553年）中武舉。历任山海关守备、宁前游击将军、开原参将。隆庆二年（1568年）任昌平镇总兵，与戚继光共同固守。萬曆十一年戚继光被贬，楊四畏接任蓟镇，进秩中军都督府右都督，特进荣禄大夫。万历三十年（1602年）歸里，次年卒。
1989年，辽阳第二热电厂施工过程中發現《明中军都督府右都督杨四畏墓志》，刻于明万历三十二年（1604年），由朱赓撰文，佟登書法。